# Knićanin
Knićanin (in serbo Книћанин?) è un paese della Serbia. Si trova nella provincia di Zrenjanin, nel distretto del Banato (Distretto del Banato Centrale), nella regione della Vojvodina. L'ultimo censimento (2002) conta 2 034 abitanti, la maggior parte di questi di etnia Serba (97,39%).

## Etimologia
Il paese prende il nome da Stevan Knicanin, comandante delle squadre di volontari serbi in Vojvodina durante la rivoluzione 1848/1849. Altri nomi del paese furono Knićaninovo (Книћаниново) e Rudolfovo (Рудолфово).
Era conosciuto in tedesco con il nome di Rudolfsgnad, ispirato a Rodolfo d'Asburgo-Lorena. Gli Ungheresi lo conoscevano come Rezsőháza.

## Popolazione
Knićanin ha come maggioranza della popolazione cittadini di etnia Serba per un totale di 1 981 persone. Altre minoranze etniche sono date da gruppi Ungheresi, Jugoslavi, Slovacchi, Croati ed altri.